# Stephan Marasek
Stephan Marasek (Mödling, 4 gennaio 1970) è un dirigente sportivo, allenatore di calcio ed ex calciatore austriaco, di ruolo centrocampista.

## Palmarès

### Giocatore

#### Club

##### Competizioni nazionali
- Campionato austriaco: 4

Rapid Vienna: 1995-1996
Tirol Innsbruck: 1999-2000, 2000-2001, 2001-2002
- Coppa d'Austria: 1

Rapid Vienna: 1994-1995